# Dorset Naga
Ez a csilipaprika bengáli „kígyó chili” (serpent chili). A Ghost Pepper „nővére”. Észak-Indiában és Bangladesben őshonos, ahol gyakran zölden, éretlen és nyers formában fogyasztják. A Dorset Naga a Naga Morich paprika különleges fajtája, amelyet szelektíven tenyésztettek a magasabb kapszaicintartalom elérése érdekében. A zavarba ejtő csípősség mellett gyümölcsös íze van, egyesek szerint az ananász és a narancs ízjegyeit viseli.

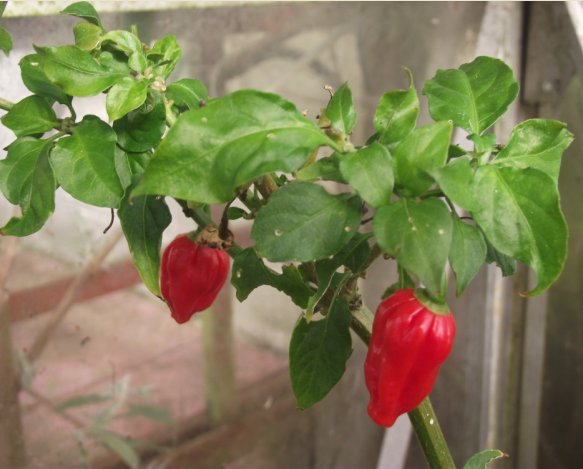
Dorset Naga